# Bavorské vévodství
Bavorské vévodství (německy Herzogtum Bayern, latinsky Ducatus Bavariae) byl historický státní útvar na větší části území dnešního Svobodného státu Bavorsko, které existovalo v několika podobách a s přestávkami od poloviny 6. století až do roku 1805. Roku 1623 bylo povýšeno na kurfiřtství.

## Historie

### Počátky
Počátky Bavorska jsou nejasné. Soudí se, že Bavoři (lidé ze země Baia) vznikli smíšením původního obyvatelstva s Markomany, kteří odešli z oblasti dnešního Česka v první polovině 6. století. Poprvé jsou Bavoři zmiňování v textu gótského historika Jordanese k roku 551.

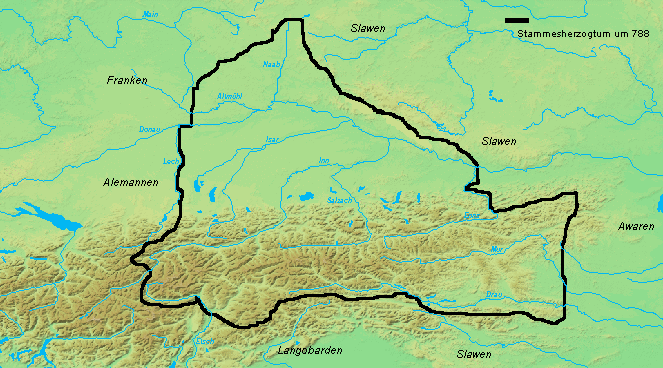
Bavorsko okolo roku 788

Pod vládou rodu Agilolfingů, podporovaných Franky, se Bavoři konstituovali jako kmenový svaz a později raný státní útvar, vévodství. Prvním historicky doloženým vládcem Bavorska byl vévoda Garibald I., vládnoucí v letech 555 až 591. Za své sídlo si bavorští vévodové zvolili Řezno, založené Římany. Již v 6. století se však vévodství dostalo pod vliv rychle expandující franské říše. Později, za vlády slabých merovejských králů se však z této závislosti vymanilo. Teprve majordom Karel Martell připoutal v první polovině 8. století bavorské vévodství znovu k franské říši. Karel Veliký sesadil roku 788 vévodu Tassila III., poslal ho do kláštera, a rozdělil bavorské území na hrabství a pohraniční marky, spravované franskými správci.
Roku 817 vydal císař Ludvík I. Pobožný nástupnický řád, tzv. Ordinatio imperii, v němž ustanovil Bavorsko jako úděl pro jednoho ze svých mladších synů Ludvíka Němce. Verdunskou smlouvou z roku 843 se Ludvíkovi dostalo nejen Bavorska, ale veškerých zemí franské říše, nacházejících se východě od Rýna, Tak byly položeny základy státního útvaru, nazývaného regnum Francorum orientalium nebo Francia orientalis – východofranská říše. Za své hlavní město si Ludvík i jeho nástupci zvolili bavorské Řezno.

### Bavorsko říšským vévodstvím
V době vlády posledních Karlovců, kteří nebyli silnými panovníky, se v Bavorsku stále více prosazoval rod Luitpoldovců, jehož zakladatel Luitpold získal od krále Arnulfa Korutanského do své správy východní bavorskou marku a organizoval obranu proti Maďarům. Roku 907 se markrabětem stal Luitpoldův syn Arnulf, který byl po smrti posledního karlovského krále Ludvíka IV. v roce 911 povýšen na bavorského vévodu. Tituloval se poté jako "vévoda Bavorů a Karantánců" V době nepříliš silné královské moci se Bavorsko stalo ve východofranské říši vedle saského vévodství jednou z nejvýznamnějších politických sil. Vedle vlastního bavorského území patřilo k tehdejšímu vévodství i dnešní Rakousko – pohraniční marka "Ostarrichi" a Korutany, slovanské území, které dobyl pro Bavory vévoda Tassilo III. Po smrti východofranského krále Konráda I. prohlásily bavorská šlechta Arnulfa králem, ten ale roku 921 uznal Jindřicha I. Ptáčníka a královského titulu se vzdal.

Bavorské vévodství kolem roku 1000

Arnulfův syn Eberhard se zapojil do odboje proti králi Ottovi I., který ho za to roku 938 sesadil a vévodství předal jeho strýci Bernhardovi Korutanskému, ovšem s omezenými vévodskými pravomocemi. Po jeho smrti v roce 947 udělil Bavorsko svému mladšímu bratru Jindřichovi I., jenž byl ženat s Arnulfovou dcerou Juditou. Tak se Bavorsko dostalo do vlastnictví vedlejší linie saské dynastie Liudolfingů. Roku 952 bylo rozšířeno o veronsko-furlanskou marku.

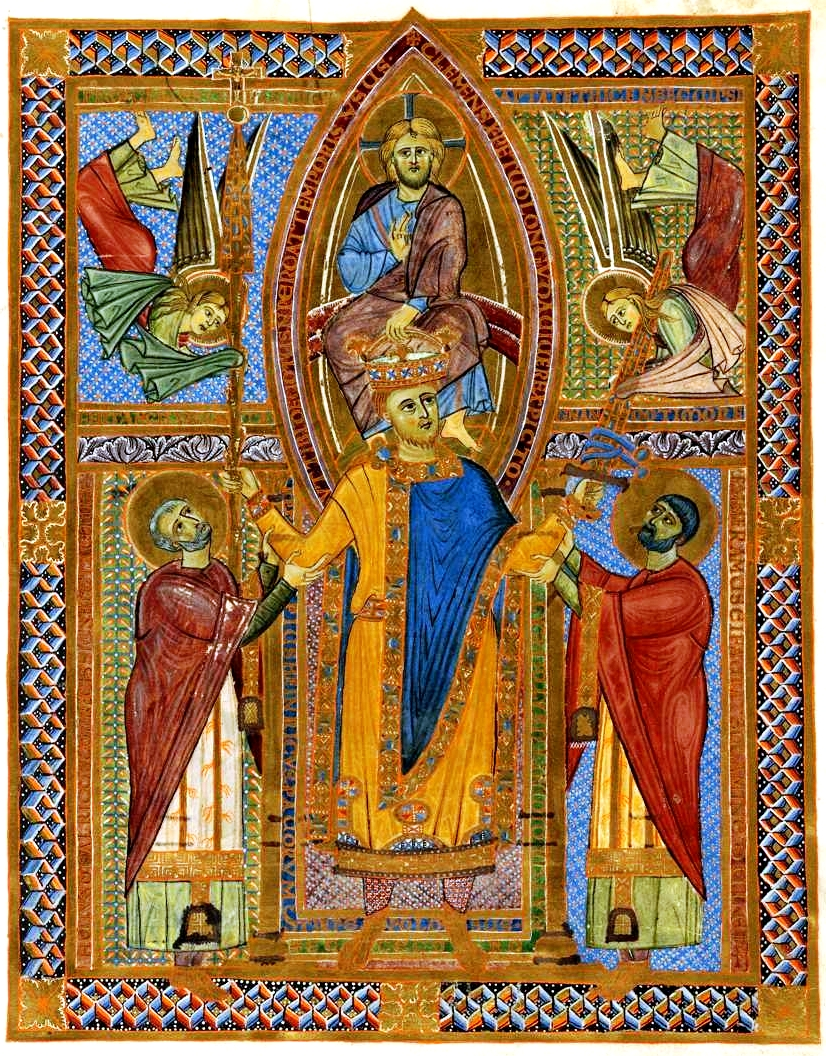
Jindřich II. Bavorský

Jindřichův nástupce Jindřich Svárlivý se rovněž několikrát dopustil odboje proti císaři Ottovi II. a také po roce 983, kdy Ota II. zemřel a říši spravovala za nezletilého následníka Otu III. císařovna matka Theofano. V důsledku toho byl sesazen a Bavorsko se poté dostalo nejprve Liudolfingovi Ottovi a poté nakrátko ještě poslednímu Luitpoldovci Bertoldovu synovi Jindřichu III. Roku 976 vydělil Otto I. z Bavorska Korutany, povýšil je na říšské vévodství a podřídil mu veronsko-friaulskou marku. V letech 995–1002 držel Bavorsko syn Jindřicha Svárlivého Jindřich IV., který se po smrti svého bezdětného bratrance Otty III. stal římským králem a posléze také císařem (vládl jako Jindřich II.)
V roce 1070 se Bavorsko dostalo významnému velmoži Welfovi za starobylého šlechtického rodu. Roku 1137 získal Welf Jindřich Pyšný další významné vévodství Sasko. Mocní Welfové se stali vážnými uchazeči o královskou korunu v říši. Jejich konkurenty byli příslušníci rodu Štaufů. Štauský král Konrád III. Bavorsko Jindřichovi Pyšnému zabral a udělil je rakouským markrabatům z rodu Babenberků. V roce 1156 se sice Bavorsko vrátilo do držení Jindřichova syna Jindřicha Lva, bylo však ochuzeno o Rakousko, které bylo povýšeno na vévodství a uděleno Babenberkům, věrným spojencům císaře Fridricha I. Barbarossy.

### Nástup Wittelsbachů
Roku 1180 sesadil císař Fridrich I. Barbarossa bavorského vévodu Jindřicha Lva z rodu Welfů a vévodství včetně Mnichova udělil Ottovi ze starobylého hraběcího rodu Wittelsbachů.
V roce 1214 získali Wittelsbachové od císaře Fridricha II. další významnou državu, Dolní (Rýnskou) Falc. Roku 1255 došlo k dělení Wittelsbachů na větev falckou (držela Horní a Dolní Falc, titul falckrabě a kurfiřtskou hodnost) a bavorskou (Bavorsko bez Horní Falce s titulem vévoda). Bavorští Wittelsbachové se usadili v Mnichově a sídlili zde až do roku 1918.

### Rozdělené vévodství (1253–1506)
Po smrti vévody Oty II. († 1253) se bavorské vévodství rozpadlo na vévodství Dolního a Horního Bavorska, které bylo spojeno s Rýnskou Falcí.

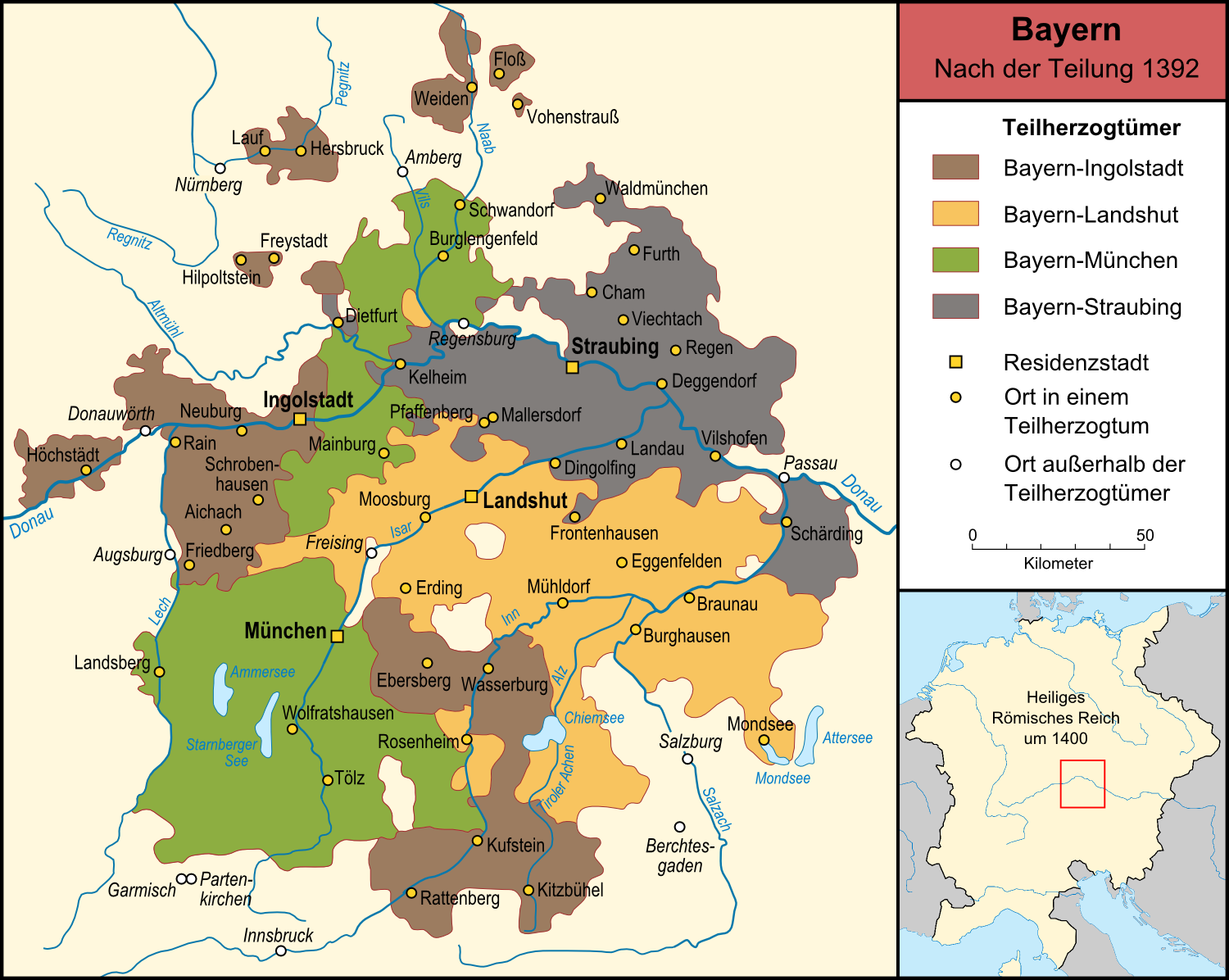
Bavorské země po dělení v roce 1392

V roce 1314 byl zvolen hornobavorský vévoda Ludvík římským králem a vládl jako Ludvík IV. Bavor (císařem byl korunován 1328). Zpočátku byl podporován českým králem Janem Lucemburským proti svým habsburským soupeřům. V roce 1329 ukončil smlouvou v Pavii majetkové spory v rodině Wittelsbachů a udělil Dolní Falc a část severního Bavorska (od 15. století Horní Falc) synům svého bratra, kteří zároveň získali kurfiřtský hlas. V roce 1340 znovu spojil Horní a Dolní Bavorsko do jednoho celku, který se však po jeho smrti opět rozpadl na několik menších útvarů, z nichž nejvýznamnější byly Bavorsko-Ingolstadt, Bavorsko-Mnichovsko a Dolní Bavorsko-Landshut. Horní a Dolní Bavorsko bylo sjednoceno pod vévodou Štěpánem II. (1363). Konečné sjednocení bavorského vévodství nastalo až za vlády Albrechta IV. v roce 1506, který rozhodl o další nedělitelnosti země a zavedl primogenituru – nástupnictví nejstaršího syna.
Podle smlouvy v Pavii se měla bavorská a falcká větev Wittelsbachů střídat v kurfiřtské hodnosti. Císař Karel IV., který nežil s bavorskými Wittelsbachy v právě přátelských vztazích, se sňatkem s Annou Falckou spojil roku 1349 s falskými Wittelsbachy a v roce 1373 zrušil rozhodnutí o střídání kurfiřtství. Kurfiřtský hlas připadl jeho rozhodnutím dědičně falcké linii.

### Nástup reformace a protireformace
Roku 1526 se bavorští vévodové bratři Vilém IV. a Ludvík X. neúspěšně pokoušeli získat český trůn. V té době začala do Bavorska masově pronikat reformace, která přispěla k velkému rozkvětu aktivního měšťanstva. Vévodové se snažili omezit její vliv, proto povolali roku 1541 do země jezuity. Koncem 16. století se rezidenční Mnichov stal baštou katolicismu, zatímco ve Falci se rychle prosadila reformace, zpočátku luteránství později bojovný kalvinismus.

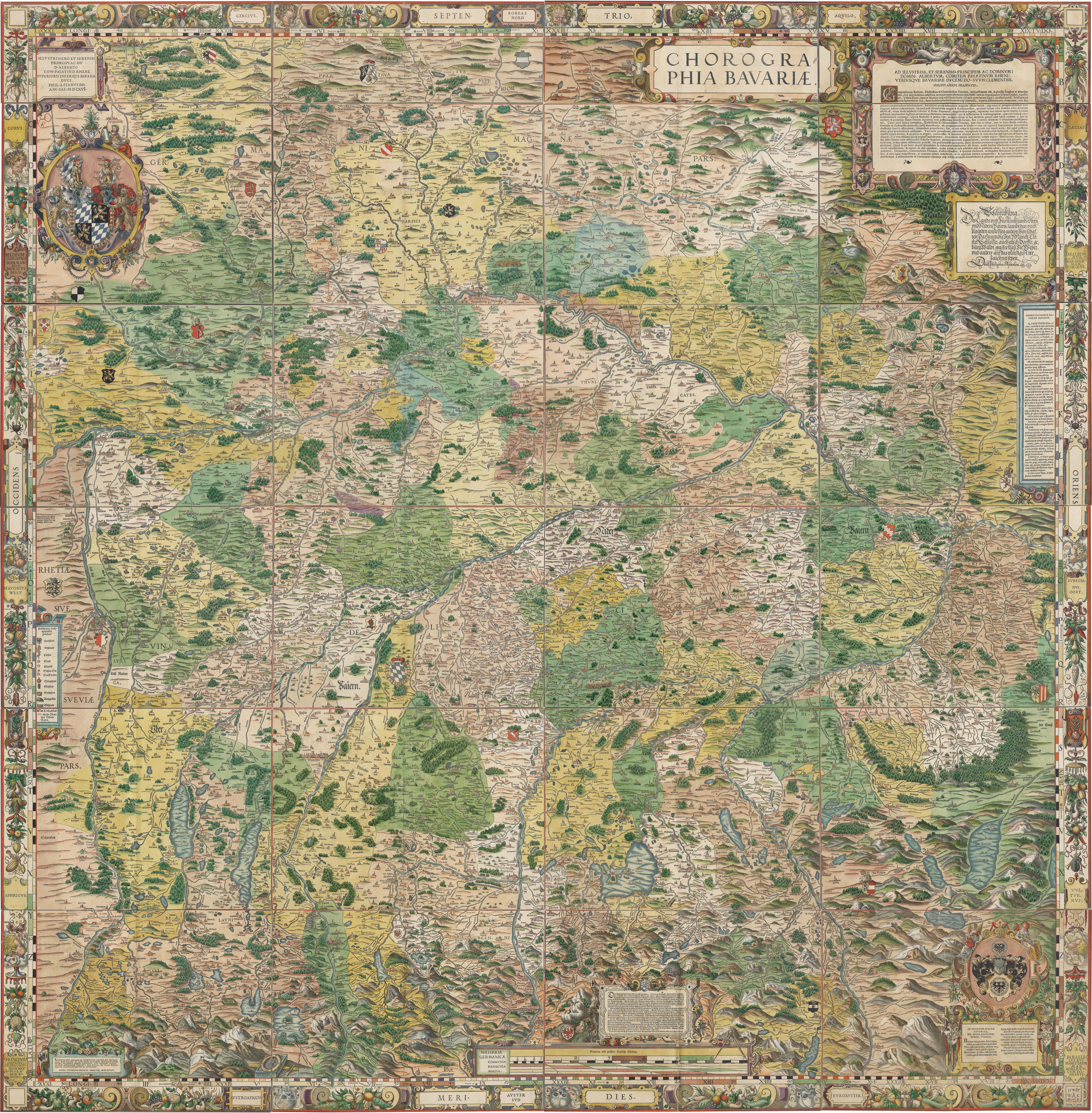
Mapa Bavorska z roku 1568

V letech 1598–1651 vládl v Bavorsku jeden z nejvýznamnějších vévodů Maximilián I., zeť císaře Ferdinanda II. Habsburského, kterého podpořil v boji proti českým stavům. Roku 1609 založil Maximilián Katolickou ligu, v jejímž čele bojoval na Bílé hoře a v letech 1621–1622 dobyl na protestantské větvi Wittelsbachů Horní i Dolní Falc. Roku 1623 udělil císař Maximiliánovi obě dobyté země i kurfiřtskou hodnost. V roce 1648 však byla část Dolní Falce navrácena synu Fridricha Falckého Ludvíkovi a byl pro něj vytvořen osmý kurfiřtský hlas. Bavorskému vévodství zůstala Horní Falc i kurfiřtský hlas.
Po ukončení třicetileté války zůstali bavorští vévodové a nyní i kurfiřti přesvědčenými obránci katolické víry. Začali však usilovat o samostatnou politiku, což je přivádělo do stále větších sporů s Habsburky.

### Bavorské kurfiřtství
Roku 1777 bavorská vévodská linie Wittelsbachů bezdětným Maximiliánem III. vymřela. Dědictví přešlo na falckého kurfiřta Karla Theodora ze sulzbašské linie. Tak došlo ke sjednocení hlavních wittelsbašských držav Bavorska a Dolní (Rýnské) Falce. Nástup Karla Theodora v Bavorsku vedl k vypuknutí války o bavorské dědictví (historiky je nazývána též bramborová válka) mezi císařem Josefem II., který se snažil získat Bavorsko výměnou za Rakouské Nizozemí, a pruským králem Fridrichem II. a dalšími knížaty, která se postavila proti tomu. Konflikt probíhal v letech 1778–1779 a byl ukončena těšínským mírem.
Za napoleonských válek bylo Bavorsko často pustošeno procházejícími armádami. V té době se roku 1799 ujal vlády Maximilián IV. Josef z další větve falcké linie Wittelsbachů. Tak došlo ke sjednocení všech wittelsbašských držav pod vládou Mnichova a Wittelsbachové se postupně všichni stali katolíky. Maximilián Josef využil situace k výraznému posílení své moci a připojení dalších území (ztraceno však bylo území na západním břehu Rýna). 1. ledna 1806 přijal bavorský vévoda a kurfiřt titul bavorského krále (vládl jako Maximilián I.). Vzápětí nato připojil Bavorsko k Rýnskému spolku, jehož členové vystoupili ze svazku zemí Svaté říše římské.

## Symbolika

erb:
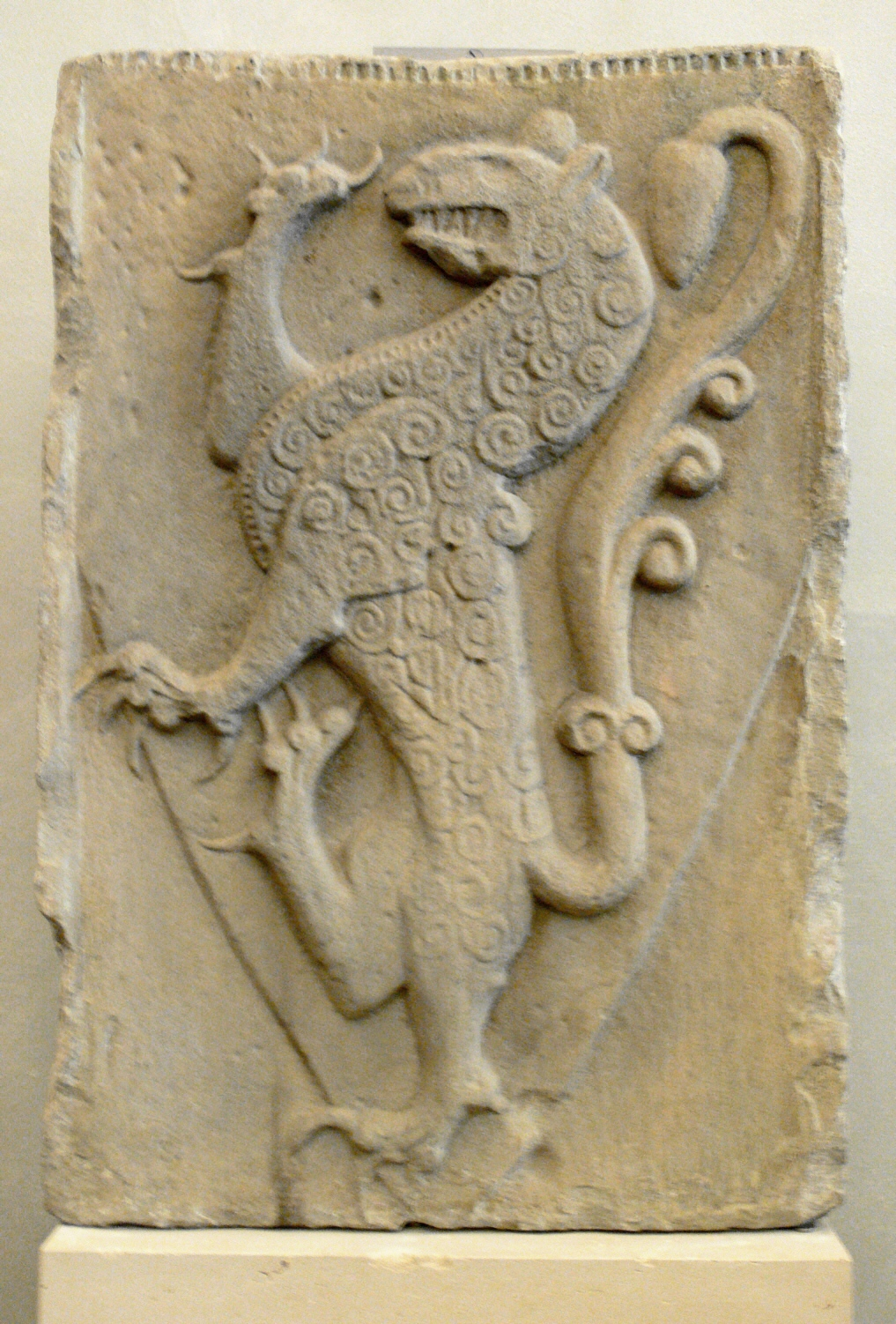
erb Welfů v klášteře Steingaden, 13. stol. (modrý lev na zlatém poli)
Babenberkové (12. století)
Wittelsbachové (14. století)
do roku 1623 Wittelsbachové
vévodové Bavorska-Straubing

prapor, vlajka:
12. století (Babenberkové)
Bavorsko-Landshut (1353–1392)
Bavorsko-Mnichovsko (1392–1505)
1505–1623 (Wittelsbachové)

znak Wittelsbachů:
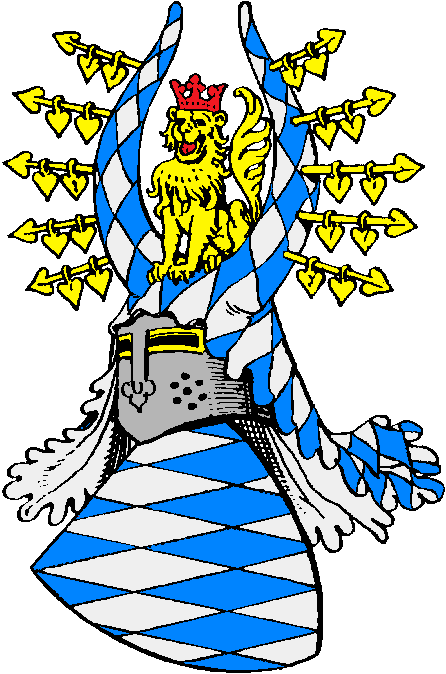
znak hrabat Bogenů, později zděděný Wittelsbachy
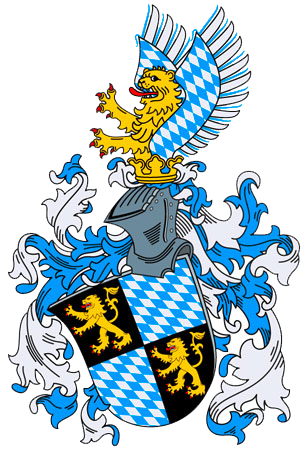
středověký znak Wittelsbachů